# Homoneura intricata
Homoneura intricata är en tvåvingeart som beskrevs av Kim 1994. Homoneura intricata ingår i släktet Homoneura och familjen lövflugor. Inga underarter finns listade i Catalogue of Life.